# Ruth Foster
Ruth Foster (* 29. Januar 1920 in Cincinnati, Ohio; † 12. Mai 2012 in Del Mar, Kalifornien) war eine US-amerikanische Schauspielerin.

## Leben
Ruth Foster begann ihre künstlerische Laufbahn als Tänzerin. Sie gewann bereits mit 12 Jahren den ersten Preis in einem vom Shubert Theatre am Broadway in New York City ausgerichteten Fred Astaire-und-Ginger Rogers-Tanzwettbewerb. Sie tanzte zunächst bei verschiedenen Tournee-Tanztheatergruppen; später erhielt sie einen Vertrag als Tänzerin und Showgirl bei der Latin Quarter Show.
Nach einigen Jahren als Tänzerin wechselte sie zur Schauspielerei. Eine wiederkehrende Serienrolle hatte sie von 1962 bis 1964 als Miss Fleming in der Arztserie Ben Casey. Ihre bekannteste Rolle hatte sie von 1974 bis 1983 als Mrs. Melinda Foster in der US-amerikanischen Fernsehserie Unsere kleine Farm. Sie verkörperte darin in über 60 Folgen die Rolle der Inhaberin der Poststation in Walnut Grove. Diese Rolle spielte sie 1983 und 1984 auch in zwei Fernsehfilmen zur Serie Unsere kleine Farm – Das Ende von Walnut Grove (1983) und Unsere kleine Farm – Wo ist Rose (1984), die als Nachfolgefilme zur Serie gedreht wurden.
Sie hatte außerdem kleinere Episodenrollen und Gastrollen in verschiedenen US-amerikanischen Fernsehserien, unter anderem in The Spike Jones Show (1957), Dimension 5 (1966), Bonanza (1969) und Ein Engel auf Erden (1989).

## Filmografie (Auswahl)
- 1957: The Spike Jones Show
- 1962–1964: Ben Casey (Fernsehserie)
- 1966: Cyborg 2087 (Spielfilm)
- 1966: Dimension 5 (Fernsehserie, 1 Folge)
- 1969: Bonanza (Fernsehserie, 1 Folge)
- 1974–1983: Unsere kleine Farm (Little House on the Prairie)
- 1983: Unsere kleine Farm – Das Ende von Walnut Grove (Little House: The Last Farewell)
- 1984: Unsere kleine Farm – Wo ist Rose (Little House: Bless All the Dear Children)
- 1989: Ein Engel auf Erden (Fernsehserie, 1 Folge)